# Chase G. Woodhouse
Chase Going Woodhouse (3 mars 1890 - 12 décembre 1984) est une personnalité féministe engagée, suffragiste et éducatrice.
Elle a été membre de la Chambre des représentants des États-Unis, représentant le Connecticut, deuxième femme du Connecticut au congrès, la première élue en tant que démocrate, et la première femme représentante née en dehors des États-Unis (en Colombie-Britannique).
Elle a été inscrite au Temple de la renommée des femmes du Connecticut en 1994.